# Тайные операции
«Та́йные опера́ции», или «Тайные свя́зи» (англ. Covert Affairs) — телесериал канала USA с Пайпер Перабо и Кристофером Горэмом в главных ролях. Премьера сериала состоялась в четверг 13 июля 2010 года.
Первый сезон шоу завершился 14 сентября 2010, и телесериал был продлён на второй сезон 19 августа 2010 года. Второй сезон стартовал 7 июня 2011 года, а первый сезон был выпущен на DVD 17 мая 2011 года. Шоу было продлено на третий сезон 15 сентября 2011 года. Третий сезон начался 10 июля 2012 года. 25 сентября 2012 сериал «Тайные операции» был продлён на четвёртый сезон. 3 октября 2013 года сериал был продлён на пятый сезон, который вышел 24 июня 2014 года.
6 января 2015 года телеканал USA объявил, что сериал не будет продлён на шестой сезон. Причиной закрытия сериала стали низкие рейтинги пятого сезона. Финальный эпизод оставил поклонникам сериала множество вопросов.

## Сюжет
Молодой стажер ЦРУ Энни Уокер отправляется на работу в подразделение внутренней охраны (ПВО), где она служит в качестве полевого агента. Август «Огги» Андерсон, оперативник, ослепший в Ираке, берётся помочь Энни в её новой жизни. Прикрытием Энни является то, что она работает в Смитсоновском институте.

## В ролях

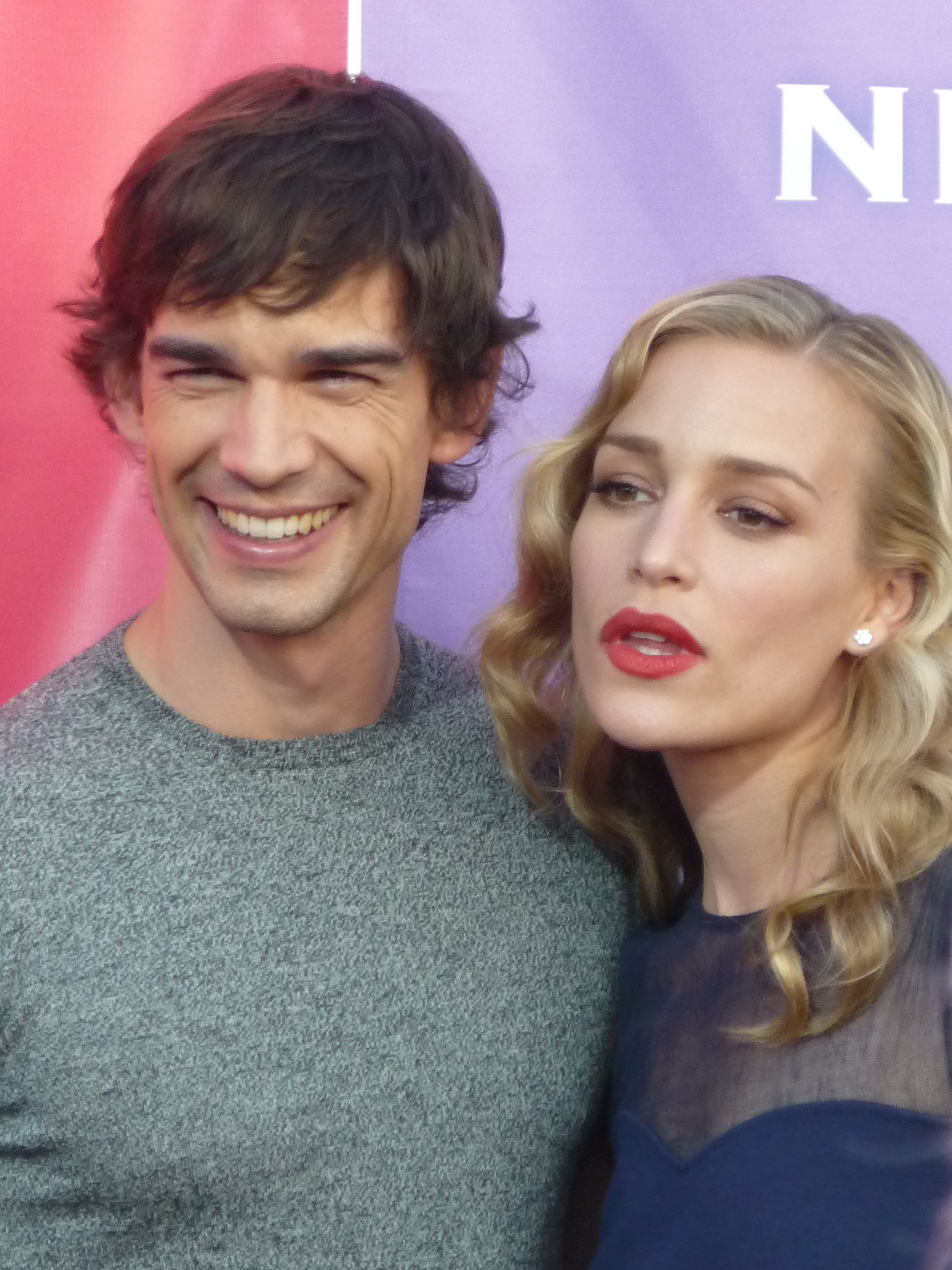
Кристофер Горэм (Огги Андерсон) и Пайпер Перабо (Энни Уокер)

### Основной состав
| Актёр             | Персонаж                | Сезоны    | Сезоны    | Сезоны    | Сезоны    | Сезоны    |
| Актёр             | Персонаж                | 1         | 2         | 3         | 4         | 5         |
| ----------------- | ----------------------- | --------- | --------- | --------- | --------- | --------- |
| Пайпер Перабо     | Энн Кэтрин «Энни» Уокер | Постоянно | Постоянно | Постоянно | Постоянно | Постоянно |
| Кристофер Горэм   | Август «Огги» Андерсон  | Постоянно | Постоянно | Постоянно | Постоянно | Постоянно |
| Кэри Матчетт      | Джоан Кэмпбелл          | Постоянно | Постоянно | Постоянно | Постоянно | Постоянно |
| Энн Дудек         | Даниэль Брукс           | Постоянно | Постоянно | Период.   |           |           |
| Сендхил Рамамурти | Джей Уилкокс            | Постоянно | Постоянно | Гость     |           |           |
| Питер Галлахер    | Артур Кэмпбелл          | Период.   | Постоянно | Постоянно | Постоянно | Постоянно |
| Хилл Харпер       | Колдер Майклс           |           |           |           | Постоянно | Постоянно |
| Николас Бишоп     | Райан Маккуэйд          |           |           |           |           | Постоянно |

### Второстепенный состав
| Актёр           | Персонаж        | Сезоны       | Сезоны       | Сезоны       | Сезоны       | Сезоны       |
| Актёр           | Персонаж        | 1            | 2            | 3            | 4            | 5            |
| --------------- | --------------- | ------------ | ------------ | ------------ | ------------ | ------------ |
| Одед Фер        | Эяль Левин      | Периодически | Периодически | Периодически | Периодически | Периодически |
| Ноам Дженкинс   | Винсент Россаби | Периодически | Периодически | Периодически | Периодически |              |
| Грегори Итцин   | Генри Уилкокс   | Периодически | Периодически | Периодически | Периодически |              |
| Эйон Бэйли      | Бен Мерсер      | Периодически | Периодически |              |              |              |
| Эммануэль Вожье | Лиза Хёрн       | Периодически | Периодически |              |              |              |
| Сара Кларк      | Лена Смит       |              |              | Период.      |              |              |
| Ричард Койл     | Саймон Фишер    |              |              | Период.      |              |              |
| Перри Ривз      | Кейтлин Кук     |              |              |              |              | Период.      |
| Эми Джо Джонсон | Хэйли Прайс     |              |              |              |              | Период.      |

## Эпизоды
| Сезон | Серии | Серии | Даты показа  | Даты показа      |
| Сезон | Серии | Серии | Первая серия | Последняя серия  |
| ----- | ----- | ----- | ------------ | ---------------- |
| 1     | 11    | 11    | 13 июля 2010 | 14 сентября 2010 |
| 2     | 16    | 16    | 7 июня 2011  | 6 декабря 2011   |
| 3     | 16    | 16    | 10 июля 2012 | 20 ноября 2012   |
| 4     | 16    | 16    | 16 июля 2013 | 21 ноября 2013   |
| 5     | 16    | 16    | 24 июня 2014 | 18 декабря 2014  |

## Рейтинги
| Сезон | Таймслот (ET)                                                                                    | Эпизоды | Премьера     | Премьера                    | Финал            | Финал                     | TВ сезон | Зрители США (миллионы) |
| Сезон | Таймслот (ET)                                                                                    | Эпизоды | Дата         | Зрители премьеры (миллионы) | Дата             | Зрители финала (миллионы) | TВ сезон | Зрители США (миллионы) |
| ----- | ------------------------------------------------------------------------------------------------ | ------- | ------------ | --------------------------- | ---------------- | ------------------------- | -------- | ---------------------- |
| 1     | Вторник 22:00 (13 июля 2010 — 7 сентября 2010) Вторник 21:00 (14 сентября 2010)                  | 11      | 13 июля 2010 | 4,88                        | 14 сентября 2010 | 5,23                      | 2010     | 6,70                   |
| 2     | Вторник 22:00 (7 июня 2011 — 20 ноября 2012)                                                     | 16      | 7 июня 2011  | 4,56                        | 6 декабря 2011   | 3,20                      | 2011     | 5,64                   |
| 3     | Вторник 22:00 (7 июня 2011 — 20 ноября 2012)                                                     | 16      | 10 июля 2012 | 3,50                        | 20 ноября 2012   | 2,47                      | 2012     | TBA                    |
| 4     | Вторник 21:00 (16 июля 2013 — 17 сентября 2013) Четверг 22:00 (17 октября 2013 — 21 ноября 2013) | 16      | 16 июля 2013 | 2,39                        | 21 ноября 2013   | 2,34                      | 2013     | 3,96                   |
| 5     | Вторник 22:00                                                                                    | 16      | 24 июня 2014 | 1,88                        | 18 декабря 2014  | 1,59                      | 2014     | TBA                    |

## Награды и номинации
| Год  | Награда        | Категория                      | Получатель      | Результат |
| ---- | -------------- | ------------------------------ | --------------- | --------- |
| 2011 | Золотой глобус | Лучшая актриса сериала — драма | Пайпер Перабо   | Номинация |
| 2013 | CNIB           | Специальная награда            | Кристофер Горэм | Победа    |